# Didemnum inauratum
Didemnum inauratum is een zakpijpensoort uit de familie van de Didemnidae. De wetenschappelijke naam van de soort is voor het eerst geldig gepubliceerd in 1983 door Monniot.